# Bernate Ticino
Bernate Ticino – miejscowość i gmina we Włoszech, w regionie Lombardia, w prowincji Mediolan.
Według danych na rok 2004 gminę zamieszkiwało 2939 osób, 244,9 os./km².